# Potamarcha puella
Potamarcha puella là loài chuồn chuồn trong họ Libellulidae. Loài này được Needham mô tả khoa học đầu tiên năm 1930.